# Kengun-jinja
Le Kengun-jinja (健軍神社) est le plus ancien sanctuaire shinto traditionnel de la ville de Kumamoto, dans la préfecture de Kumamoto au Japon. C'est l'un des quatre sanctuaires du groupe Aso (Aso-jinja, Kohsa-jinja et Kohnoura-jinja).

## Histoire

### Légende
Selon une légende, l'empereur Keiko ordonne à  Takeogumino-mikoto (健緒組命) de vaincre les ennemis qui se trouvent autour du mont Choraina ou Chorainasan.
Selon un ancien document, le sanctuaire est construit durant la dix-neuvième année du règne de l'empereur Kimmei (欽明天皇, Kinmei-tenno, 509-571), 29e empereur du Japon. Un gouverneur de la province de Higo, à présent Kumamoto, est en route vers l'Aso-jinja afin de prier pour le pays, mais de fortes chutes de neige l'empêchent de parvenir à Aso. Un garçon, d'environ trois ans, lui apparaît et lui dit : « Votre foi dans le dieu d'Aso est très profonde et vous allez à Aso en dépit des fortes chutes de neige. Vous devez construire un sanctuaire ici, puisque le sanctuaire d'Aso est occupé à la défense de l'empereur qui est à l'est, alors que vous devez défendre cette place contre les ennemis à l'ouest, de sorte que le nom doit être Kengun. »

### Divinités vénérées
La divinité shintō principale est Kengun Ohkami (Take-ogumino-mikoto), qui est une divinité associée au sanctuaire Aso. Douze autres kamis sont aussi vénérés, dont Takeiwatatsu no mikoto et Hikoyai no mikoto. Ils arrivent, en provenance du sanctuaire Aso, par un processus de transfert appelé bunrei.

### Rébellion de Satsuma
Le 22 février 1877, 1 400 samouraïs décident de se joindre aux forces de la rébellion de Satsuma dans la zone du sanctuaire Kengun, forment une compagnie Kumamoto et engagent le combat contre le château de Kumamoto. Au cours de la rébellion, les kamis du Katō-jinja et du Fujisaki Hachiman-gū incendiés sont provisoirement hébergés au Kengun-jinja.

## Petits sanctuaires et routes vers le sanctuaire
- Amemiya-jinja : Amemiya Ohkami y est vénéré. Une cérémonie y est organisée pour déclencher des précipitations.
- Miwa-jinja : Ohmononushi-Ohkami et d'autres dieux y sont honorés pour la prévention et la guérison de la variole. Les gens touchent une pierre marquée de dépressions ressemblant à des cicatrices de variole et peuvent obtenir une certaine amélioration.
- Kokuzou-jinja : sanctuaire déplacé en raison de la construction de la route de tramway. Son origine est inconnue.
- Hiyoshi-jinja : les fidèles y prient pour la prévention des incendies. Sanctuaire déplacé en raison de la loi d'urbanisme.
- Tensha-jinja : Tensha Ohkami y est vénéré. Sanctuaire déplacé en raison de la loi d'urbanisme.
- Hatchou-baba : route de 800 m de long vers le sanctuaire. À l'entrée se trouve un torii.

## Biens culturels importants
- Higo kagura ou danse théâtrale shinto locale (bien culturel préfectoral).
- Route des cyprès du Japon (800 m de long) pour les promenades à cheval (bien culturel municipal).
- Zone du sanctuaire Kengun (bien culturel municipal).

## Sources
- Dépliant au Kengun-jinja le 11 décembre 2010.
- (ja) « Sanctuaire Kengun », sur mirahouse.jp (consulté le 20 novembre 2019).
- « Photographies du sanctuaire Kengun »(Archive.org • Wikiwix • Archive.is • Google • Que faire ?).